# Pakutandang
Pakutandang is een bestuurslaag in het regentschap Bandung van de provincie West-Java, Indonesië. Pakutandang telt 17.143 inwoners (volkstelling 2010).